# قداد فأري بالوشي
قداد فأري بالوشي (الاسم العلمي:Calomyscus baluchi) هو نوع من الحيوانات يتبع جنس قداد فأري من فصيلة الفأرية.